# Kanton Montmorillon
Montmorillon is een kanton van het departement Vienne in Frankrijk. Het kanton maakt deel uit van de arrondissementen Montmorillon (25) en Châtellerault (1).

## Gemeenten
Het kanton Montmorillon omvatte tot 2014 de volgende 8 gemeenten:
- Bourg-Archambault
- Jouhet
- Lathus-Saint-Rémy
- Montmorillon (hoofdplaats)
- Moulismes
- Pindray
- Plaisance
- Saulgé

Bij de herindeling van de kantons door het decreet van 26 februari 2014 met uitwerking op 22 maart 2015 werden daar de volgende gemeenten aan toegevoegd:
- Angles-sur-l'Anglin
- Antigny
- Béthines
- Brigueil-le-Chantre
- La Bussière
- Coulonges
- Haims
- Journet
- Liglet
- Nalliers
- La Puye
- Saint-Germain
- Saint-Léomer
- Saint-Pierre-de-Maillé
- Saint-Savin
- Thollet
- La Trimouille
- Villemort